# Akora Khattak
Akora Khattak (en ourdou : اکوڑہ خٹک) ou Sarai Akora est une ville située dans la province de Khyber Pakhtunkhwa au Pakistan. Elle est nommée d'après le chef militaire pachtoune Khushal Khattak.
Sixième plus grande ville du district de Nowshera, elle se situe à proximité la rivière Kaboul et à dix kilomètres à l'est du chef-lieu de Nowshera.
La ville est traversée par la route nationale no 5 et compte une gare sur la ligne de chemin de fer entre Peshawar et Rawalpindi.
Elle accueille la Dar ul-Ulum Haqqaniya, un séminaire islamique connu pour avoir formé plusieurs dirigeants des talibans et d'Al-Qaïda.
La population de la ville a été multipliée par près de trois entre 1972 et 2017 selon les recensements officiels, passant de 11 191 habitants à 32 883. Entre 1998 et 2017, la croissance annuelle moyenne s'affiche à 2,8 %, supérieure à la moyenne nationale de 2,4 %.
|            | 1972 (rec.) | 1981 (rec.) | 1998 (rec.) | 2017 (rec.) |
| ---------- | ----------- | ----------- | ----------- | ----------- |
| Population | 11 191      | 13 788      | 19 530      | 32 883      |